# باتريك راكوفسكي
باتريك راكوفسكي (بالألمانية: Patrick Rakovsky)‏ (2 يونيو 1993 بأولبه في ألمانيا - ) هو لاعب كرة قدم ألماني في مركز حراسة المرمى. شارك مع منتخب ألمانيا الوطني لكرة القدم تحت 15 سنة ‏ ومنتخب ألمانيا تحت 16 سنة لكرة القدم ومنتخب ألمانيا تحت 17 سنة لكرة القدم ومنتخب ألمانيا لكرة القدم تحت 18 سنة ومنتخب ألمانيا تحت 19 سنة لكرة القدم ومنتخب ألمانيا تحت 20 سنة لكرة القدم. أما مع النوادي، فقد لعب مع شالكه 04 ونادي نورنبرغ و1. FC Nürnberg II ‏.

## وصلات خارجية
- باتريك راكوفسكي على موقع قاعدة بيانات كرة القدم.إي يو (الإنجليزية)
- باتريك راكوفسكي على موقع بيانات كرة القدم. دي إي (الألمانية)
- باتريك راكوفسكي على موقع Soccerway.com (الإنجليزية)
- باتريك راكوفسكي على موقع عالم كرة القدم.نت (الإنجليزية)
- باتريك راكوفسكي على موقع AS.com (الإسبانية)